# Соловецкий (Архангельская область)
Солове́цкий — посёлок в Архангельской области России. Административный центр Соловецкого района и Соловецкого сельского поселения Приморского муниципального района Архангельской области.
Расположен на западном побережье Большого Соловецкого острова в Белом море. Население посёлка — 808 чел. (2021).

## История

### Монастырский период
Поселение вокруг Соловецкого монастыря возникло практически одновременно с его основанием в 1420—1430-х годах. 5 августа 1621 года в Соловецкий монастырь пришла царская грамота, в которой говорилось, что поскольку Соловецкий город «место украинное» (окраинное), монастырь необходимо укрепить, соорудить каменные жилые для служилых людей и надлежало «ров около Соловецкого города, который почат выкладывати каменем… докопати, и каменем выстлати и чеснок побити».  Впоследствии вплоть до 1920 года, когда монастырь был расформирован, острова Соловецкого архипелага являлись монастырской собственностью, находясь в ведении монахов.

### Советский период

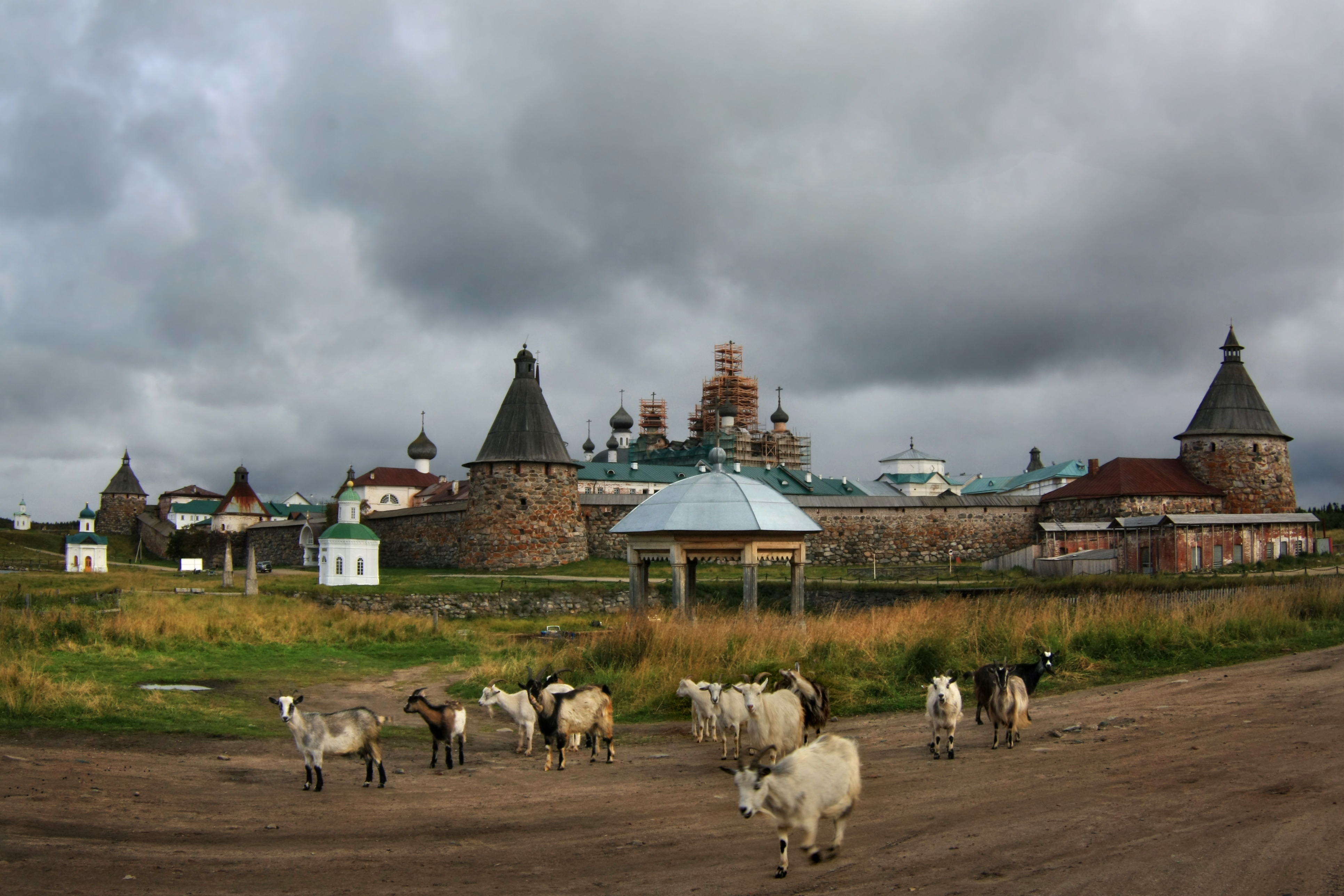
Животный мир Соловков

В 1923 году в бывших зданиях монастыря был организован Соловецкий лагерь особого назначения, просуществовавший до 1933 года; позднее на этом месте находились одно из отделений Беломоро-Балтийского лагеря, в 1937—1939 — Соловецкая тюрьма особого назначения. В 1942 году монастырских помещениях была развёрнута школа боцманов и юнг (одним из её курсантов был 14-летний Валентин Пикуль, впоследствии прославившийся как писатель). 12 февраля 1944 года на Большом Соловецком острове был создан Совет депутатов трудящихся; официальное рождение гражданского посёлка, ныне носящего название Соловецкий, принято связывать именно с этой датой. Первоначально он входил в состав Карело-Финской ССР, позднее — до 1960 года — был прикреплён к Соломбальскому району Архангельска, а впоследствии — включён в состав Приморского (1960—1963 годы и 1965—1987 годы) и Онежского (1963—1965 годы) районов Архангельской области.
Посёлок длительное время носил название Кремль, хотя и занимал территорию, значительно превосходящую территорию монастыря. 19 января 1987 года жители посёлка на сельском сходе проголосовали за присвоение ему названия Соловки, а уже в апреле того же года он получил современное название — Соловецкий.

### Современный период
В 1987 году посёлок стал административным центром Соловецкого района (до этого в нём располагался Соловецкий островной Совет). В рамках организации местного самоуправления в 2004 году он стал центром Соловецкого муниципального района, после упразднения которого в 2006 году — центром Соловецкого сельского поселения Приморского муниципального района.

## Население
| 1920 | 1989  | 2002 | 2010 | 2012 | 2013 | 2014 | 2015 | 2016 |
| ---- | ----- | ---- | ---- | ---- | ---- | ---- | ---- | ---- |
| 482  | ↗1303 | ↘955 | ↘840 | ↗898 | ↗917 | ↘898 | ↗932 | ↗943 |
| 2017 | 2018  | 2019 | 2020 | 2021 |      |      |      |      |
| ↗948 | ↘931  | ↗938 | ↘907 | ↘808 |      |      |      |      |

В посёлке проживает всё постоянное население Соловецкого района, Соловецкого сельского поселения и всех Соловецких островов.

## Достопримечательности
Основной достопримечательностью посёлка является входящий в список Всемирного наследия ЮНЕСКО Соловецкий монастырь, вокруг которого фактически и был образован населённый пункт и который (в качестве туристического объекта) ныне является одним из основных источников дохода жителей посёлка.

## Галерея

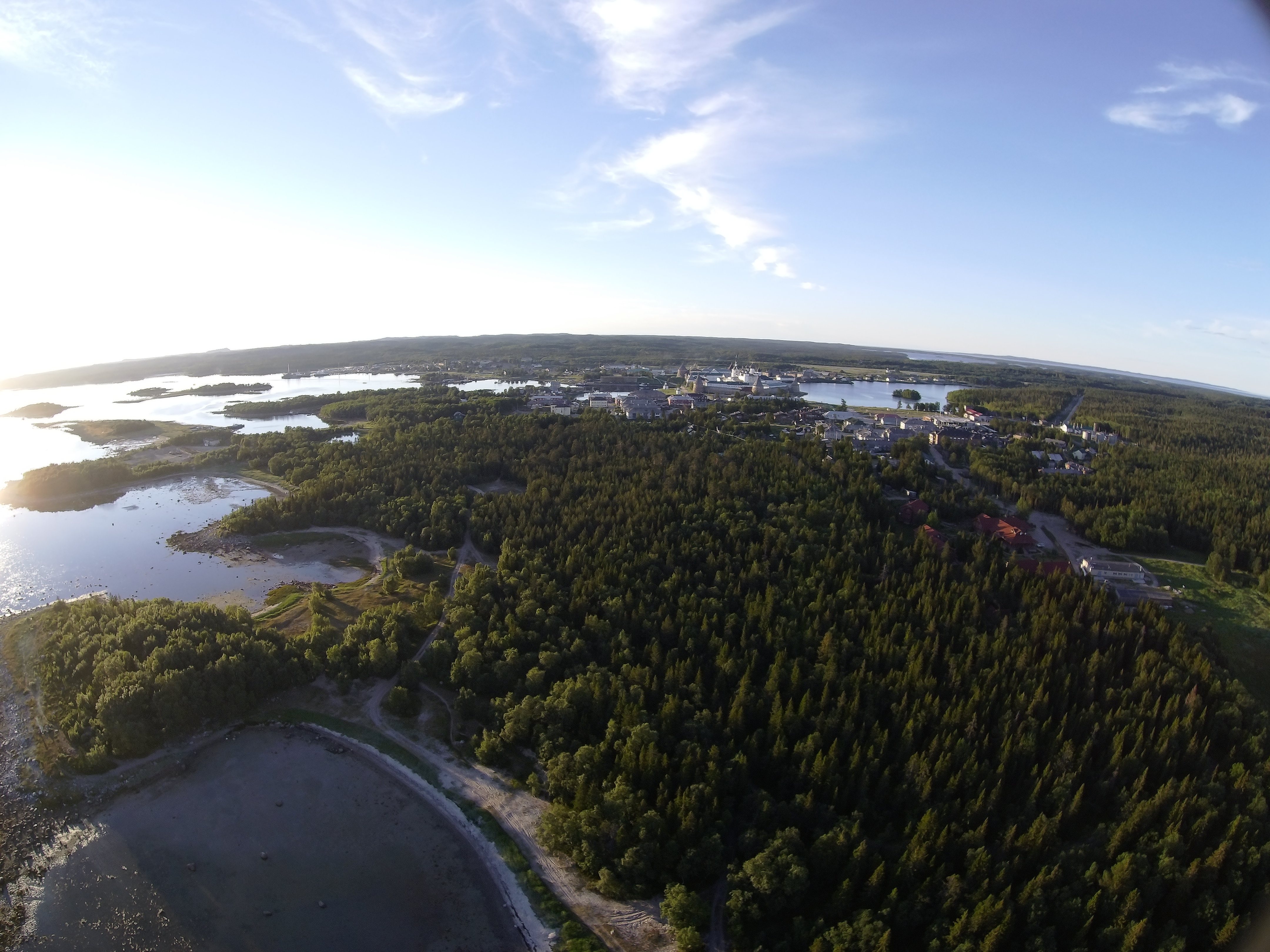
Вид с высоты птичьего полёта
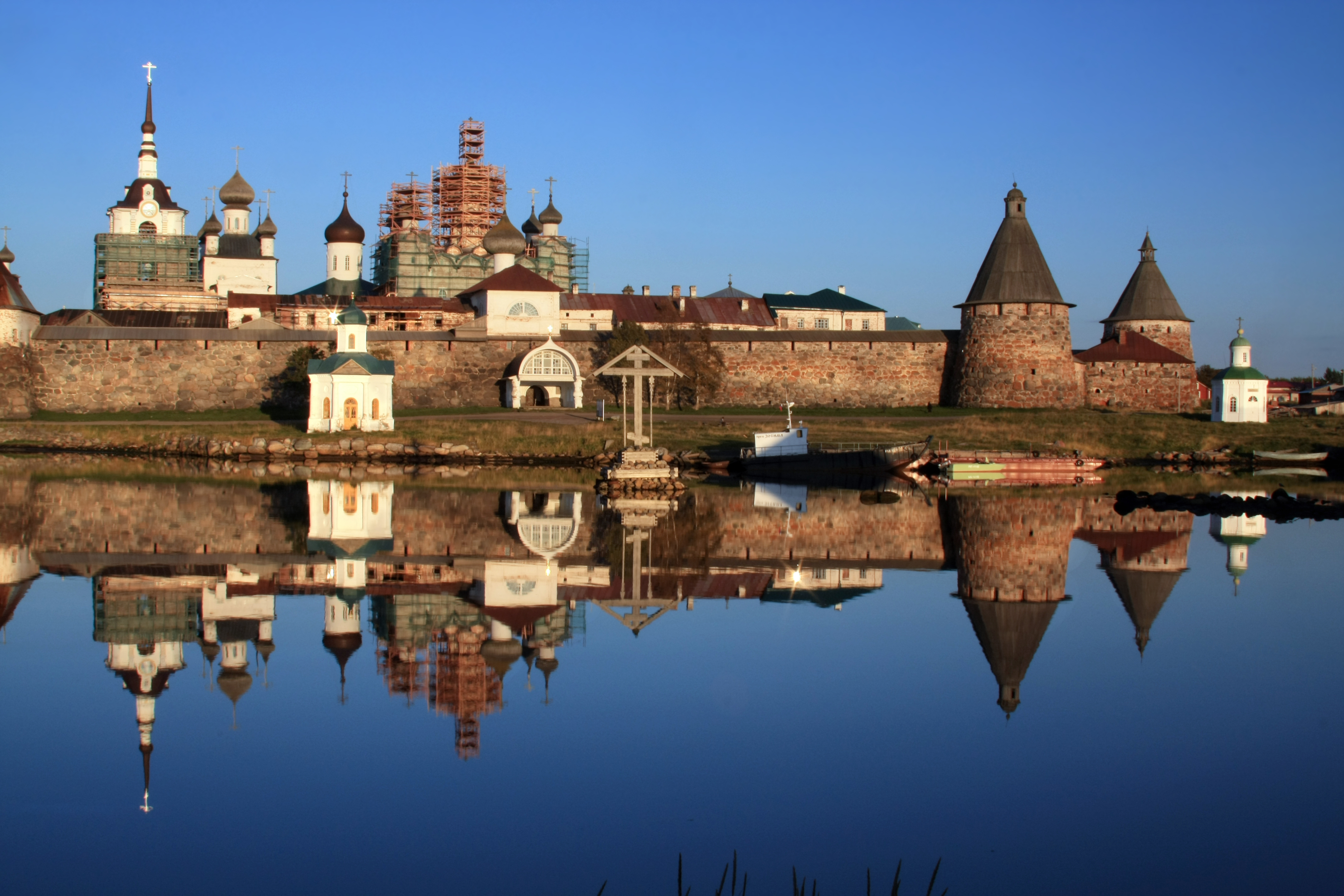
Спасо-Преображенский монастырь на Соловецком острове
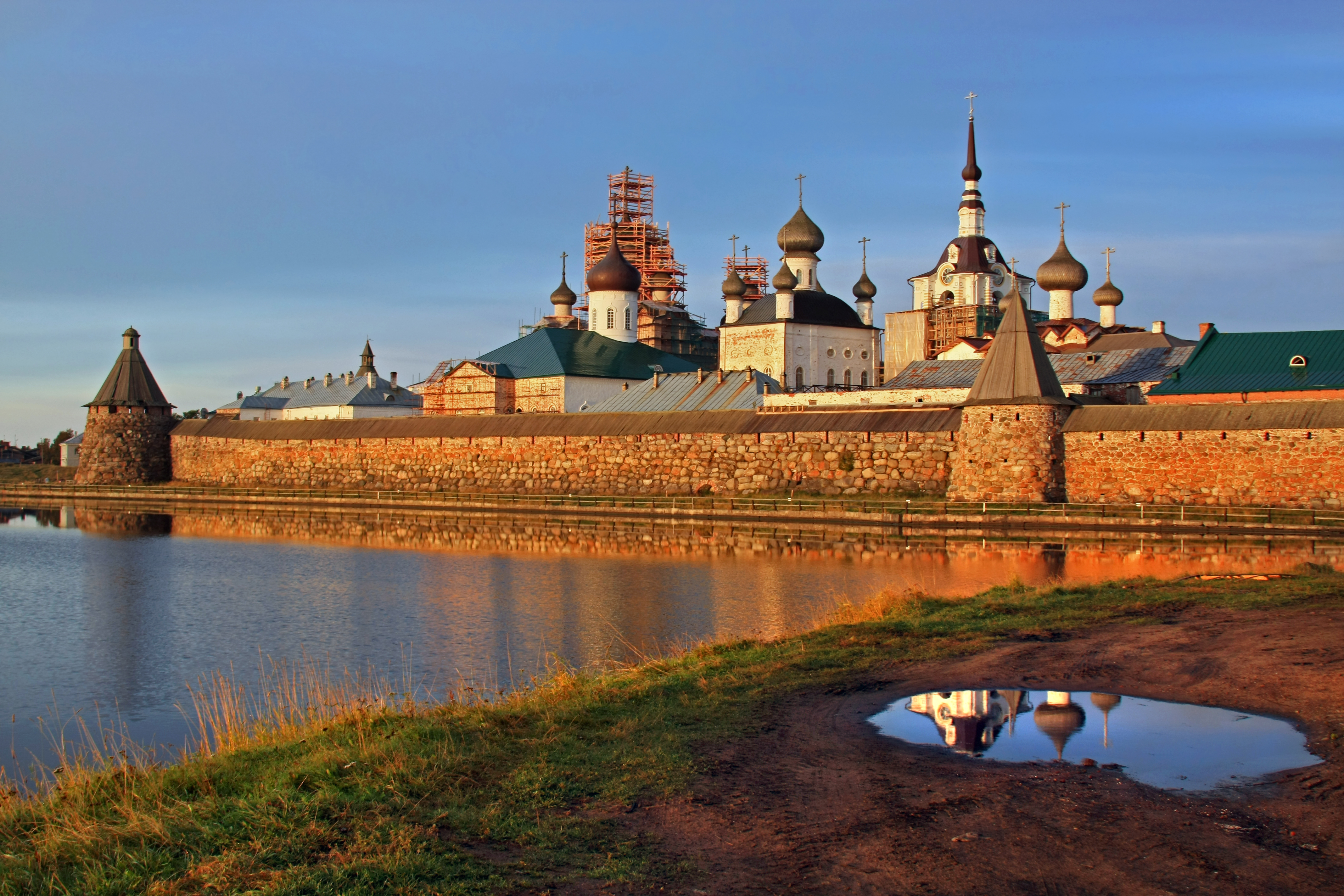
Святое озеро на фоне монастыря
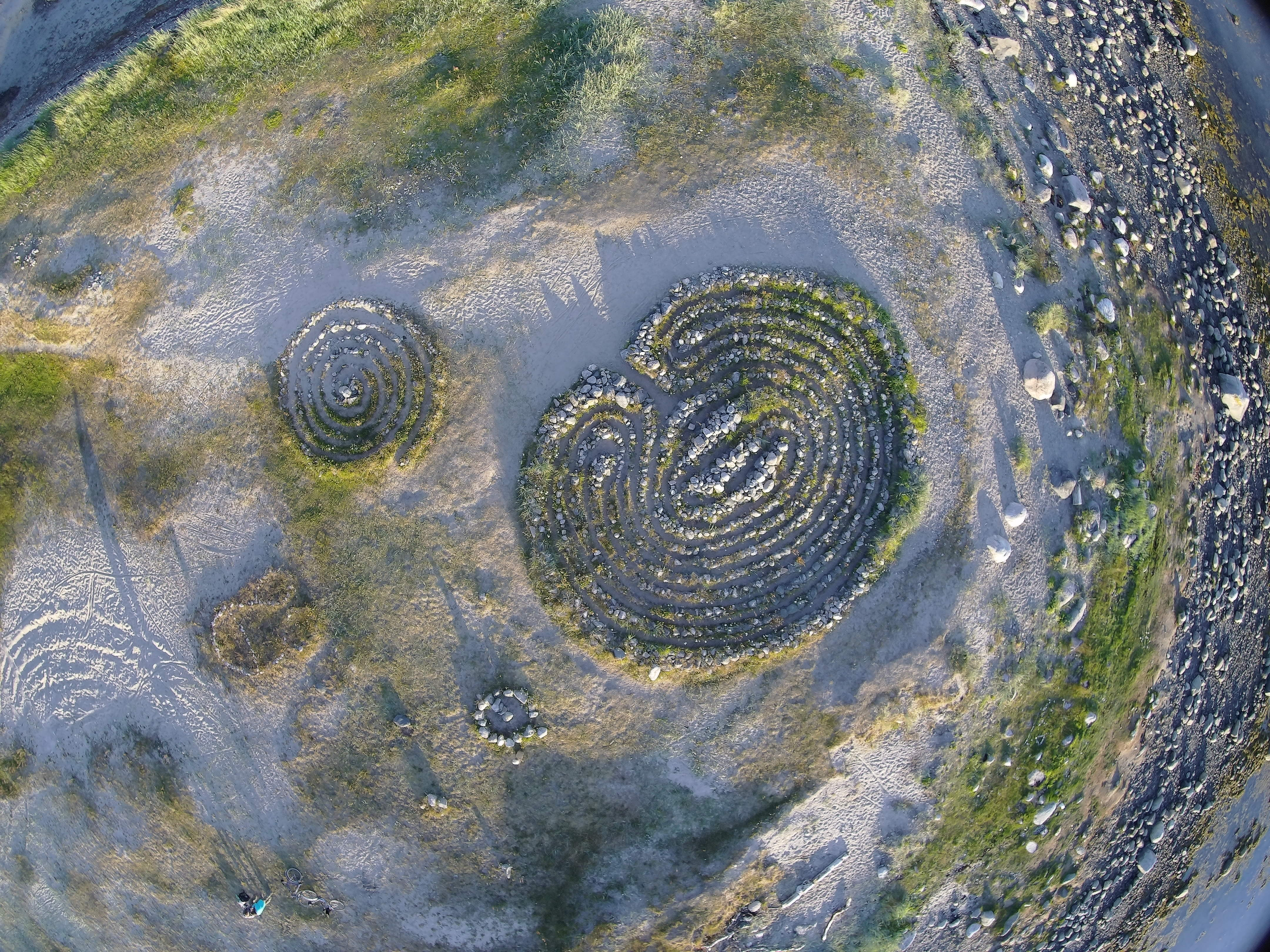
Лабиринты рядом с посёлком
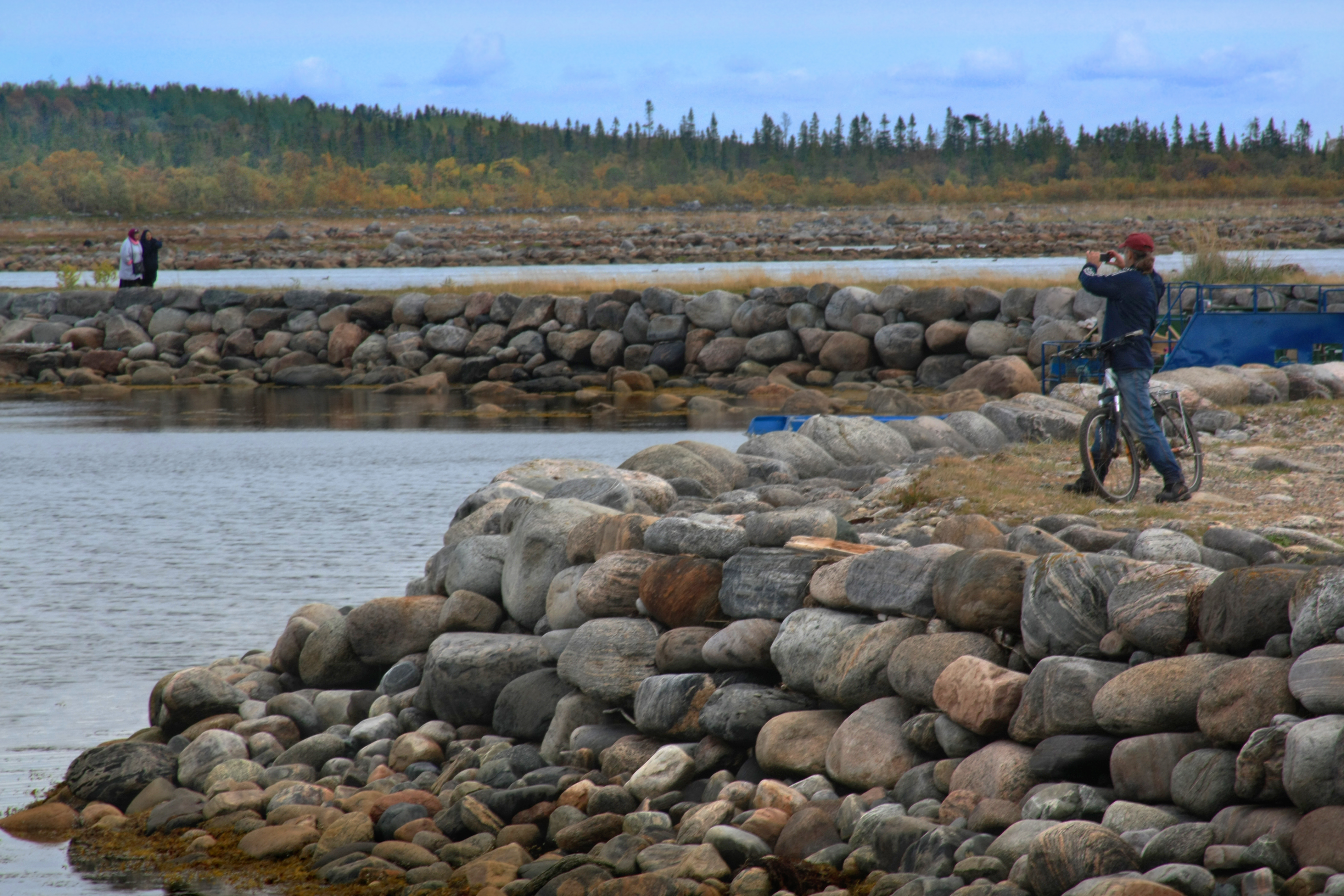
Дамба между проливами Южные Железные Ворота и Северные Железные Ворота
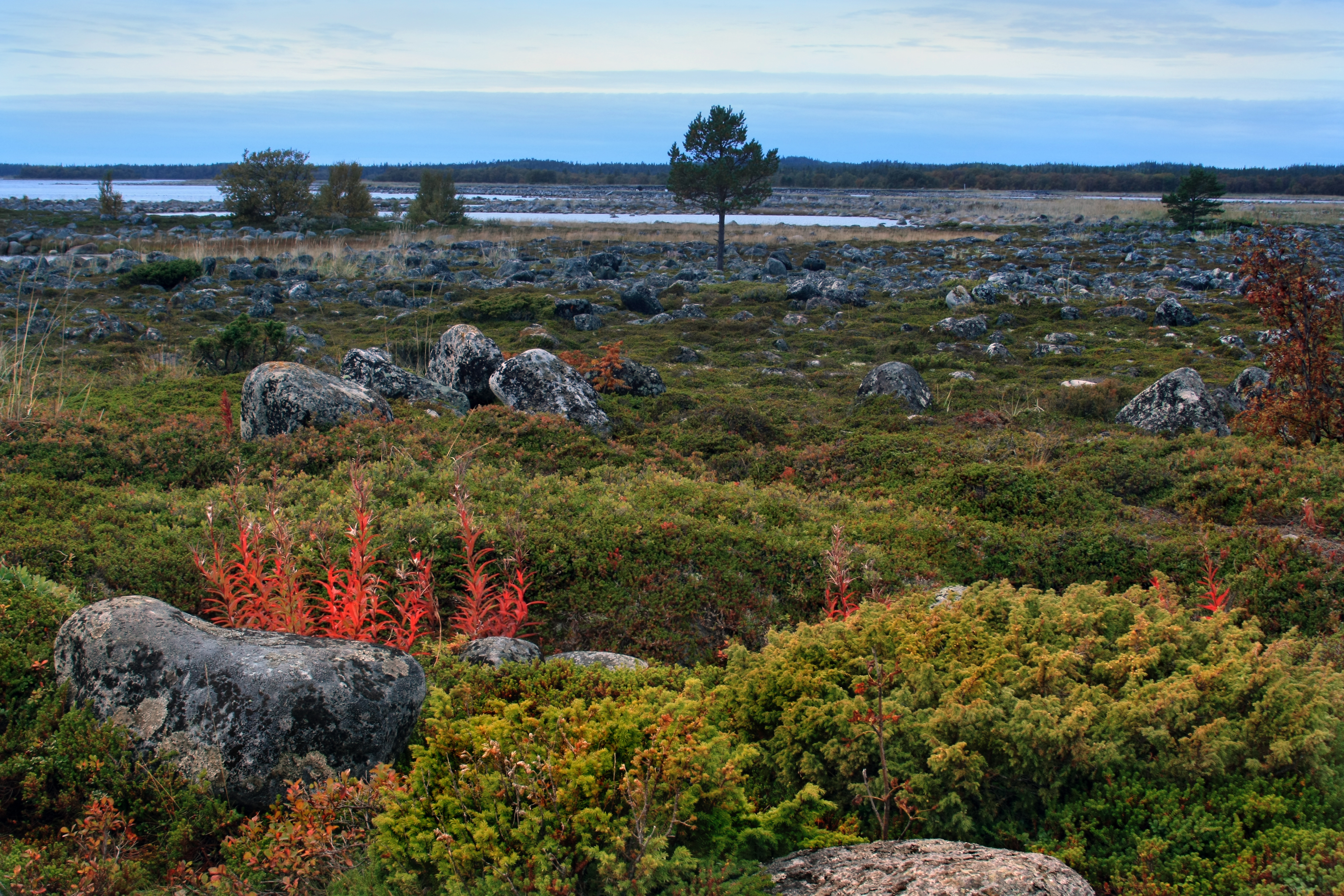
Остров Большая Муксалма
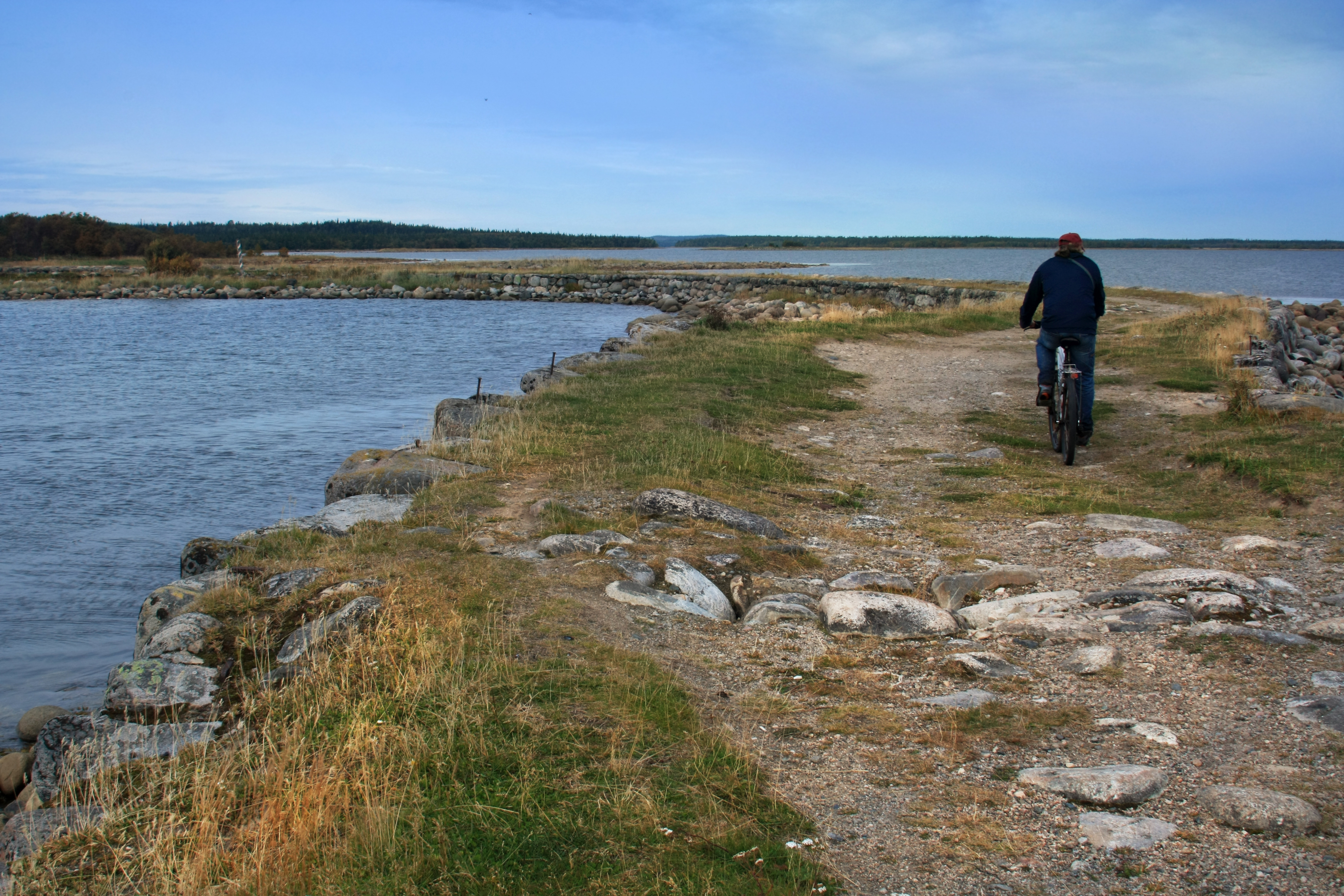
Плотина между Соловецким островом и Большой Муксалмой
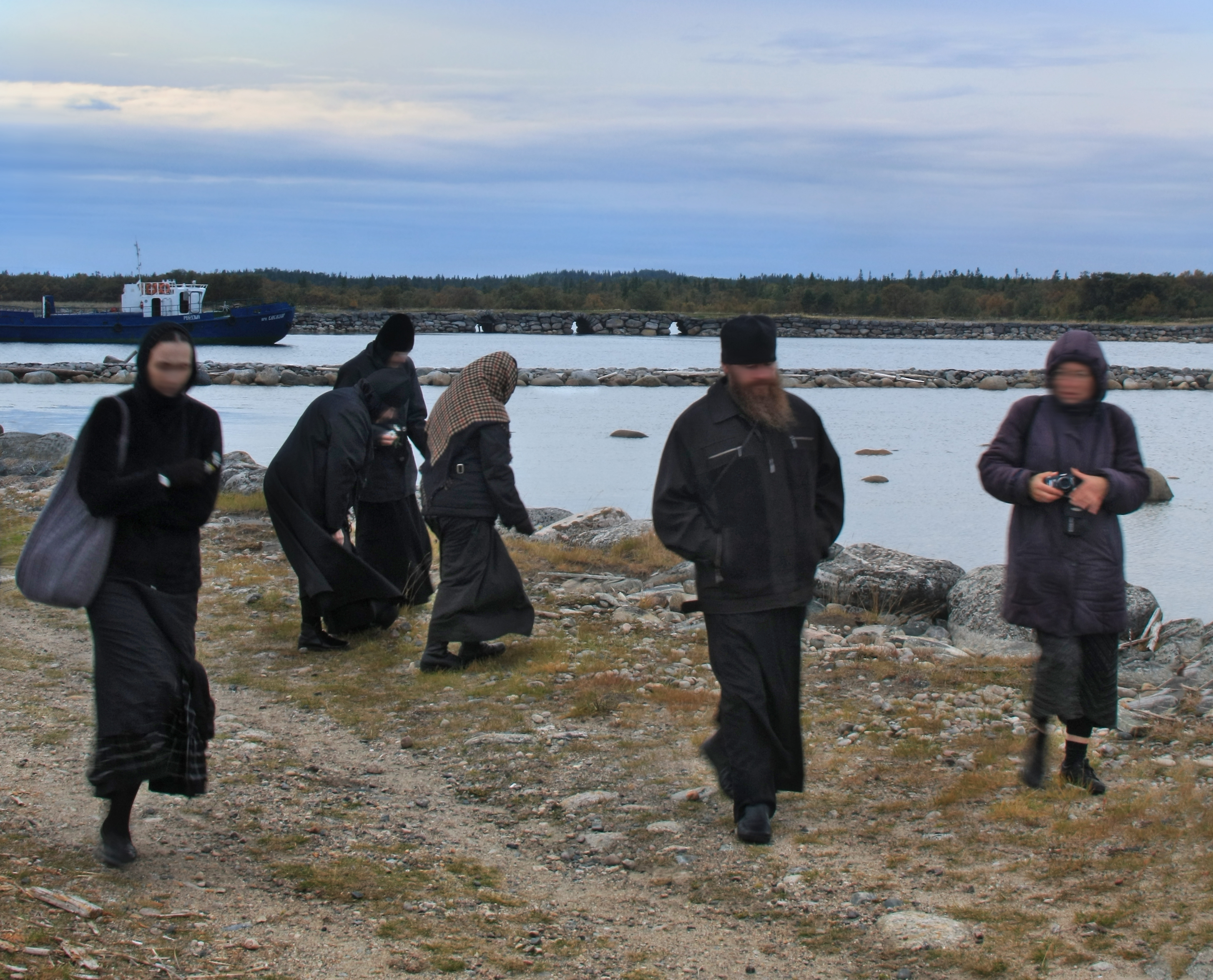
Большая Муксалма. Паломники подходят к острову.
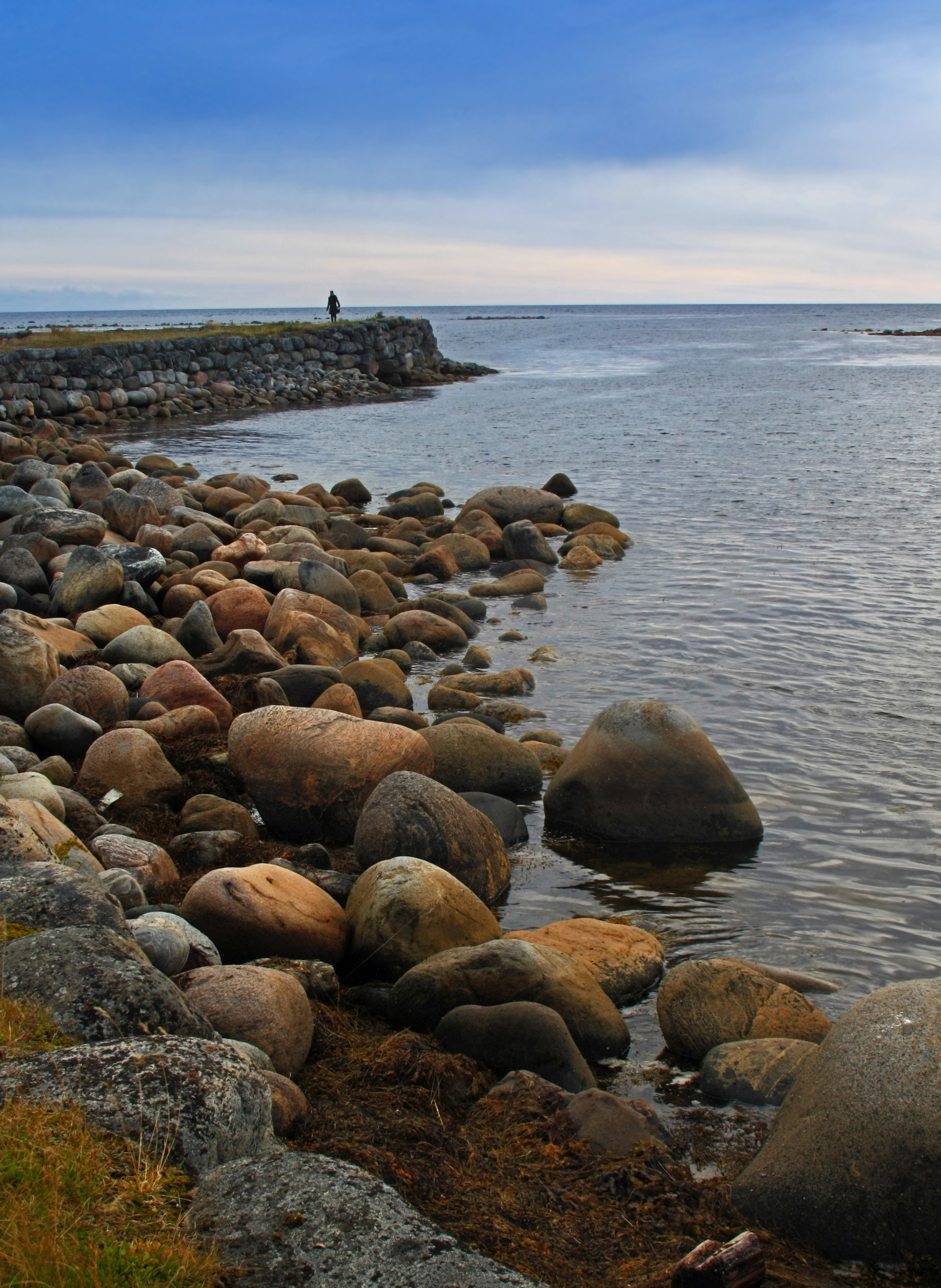
Каменистый берег Соловецкого острова